# اودی وست چستر (اوهایو)
اودی وست چستر (به انگلیسی: Olde West Chester) یک منطقهٔ مسکونی در ایالات متحده آمریکا است که در شهرستان باتلر، اوهایو واقع شده‌است. اودی وست چستر ۰٫۹ کیلومتر مربع مساحت و ۲۴۰ نفر جمعیت دارد و ۲۰۴ متر بالاتر از سطح دریا واقع شده‌است.